# Португальська армія
Португальська армія або Сухопутні війська Португалії (порт. Exército Português) — сухопутні війська, наземний компонент та найбільший вид Збройних сил Португалії, який разом з військово-морським флотом та Повітряними силами складають Збройні сили Португалії.
На армію Португалії покладається завдання захисту незалежності та територіальної цілісності держави у взаємодії з іншими видами Збройних сил. Португальська армія одна з найстаріших армій у світі, яка веде свою історію від заснування в середині 12 століття.
Командувачем сухопутних військ Португалії є начальник штабу армії, єдиний 4-зірковий генерал армії, який підпорядковується начальнику Генерального штабу Збройних сил Португалії з оперативних питань та безпосередньо міністру національної оборони з інших питань.
Особовий склад армії комплектується виключно на добровільній основі, загальний військовий обов'язок та набір солдатів строкової служби розпочали поступово скасовувати з середини 1990-х років та остаточно скасовували в 2004 році.
За станом на 2014 рік португальська армія нараховує 5 667 військовослужбовців кадрового складу та ще 10 444 добровольці, що становить ядро наземного компонента у 16 111 осіб.

## Історія
- 1917—1918: Перша світова війна
  - Західний фронт: Португальський експедиційний корпус (битва при Лісі, Стоденний наступ)
  - Африка: Східна Африка
- 1961—1974: Колоніальна війна Португалії

## Озброєння та військова техніка

### Ранньомодерна
- Моріон (шолом)

### Новітня

#### Стрілецька зброя
| Зброя                                                              | Калібр                     | Країна-виробник          | Прим. |
| ------------------------------------------------------------------ | -------------------------- | ------------------------ | --- |
| Пістолети та пістолети-кулемети                                    |                            |                          | |
| Walther P38                                                        | 9×19 мм                    | Німеччина                | |
| SIG P228                                                           | 9×19 мм                    | Німеччина                | |
| USP9                                                               | 9×19 мм                    | Німеччина                | |
| Brügger & Thomet MP9                                               | 9×19 мм                    | Швейцарія                | |
| Heckler & Koch MP5K                                                | 9×19 мм                    | Німеччина                | Також використовуються версії A5 та SD6 (з 2003)                                                                                        |
| IMI Uzi                                                            | 9×19 мм                    | Ізраїль                  | Знімається з озброєння |
| Автоматичні та штурмові гвинтівки                                  |                            |                          | |
| Heckler & Koch G3                                                  | 7,62×51 мм                 | Німеччина / Португалія   | Загальновійськова автоматична гвинтівка, що випускається за ліцензією Fábrica de Braço de Prata, як FBP m/961 (G3) та FBPP m/963 (G3A3) |
| Heckler & Koch HK417                                               | 7,62×51 мм                 | Німеччина                | Використовується, як марксманська гвинтівка                                                                                             |
| Heckler & Koch G36                                                 | 5,56×45 мм                 | Німеччина                | Застосовується спецпідрозділом ССО Португалії CTOE                                                                                      |
| IMI Galil                                                          | 5,56×45 мм                 | Ізраїль                  | Перебуває на озброєнні повітряно-десантних підрозділів армії                                                                            |
| SIG SG 543                                                         | 5,56×45 мм                 | Швейцарія                | |
| Снайперські, марксманські та великокаліберні снайперські гвинтівки |                            |                          | |
| Heckler & Koch MSG-90                                              | 7,62×51 мм                 | Німеччина                | Снайперська гвинтівка |
| AI AWSF                                                            | 7,62×51 мм                 | Велика Британія          | |
| AI AWSM                                                            | .338 Lapua Magnum          | Велика Британія          | |
| AI AW50                                                            | .50 BMG                    | Велика Британія          | |
| Barrett M95                                                        | .50 BMG                    | США                      | |
| Barrett M82A1                                                      | .50 BMG                    | США                      | |
| Кулемети                                                           |                            |                          | |
| MG-3                                                               | 7,62×51 мм                 | Німеччина                | |
| Heckler & Koch HK21                                                | 7,62×51 мм                 | Німеччина / Португалія   | Випускається за ліцензією компанією Fábrica de Braço de Prata, як єдиний кулемет m/968                                                  |
| FN Minimi                                                          | 5,56×45 мм                 | Бельгія                  | Єдиний кулемет |
| Heckler & Koch MG4                                                 | 5,56×45 мм                 | Німеччина                | Єдиний кулемет |
| FN M3M                                                             | .50 BMG                    | Бельгія                  | |
| Browning M2HB                                                      | .50 BMG                    | США                      | |
| Рушниці                                                            |                            |                          | |
| Mossberg 500                                                       | 12, 20-gauge               | США                      | |
| Benelli M3                                                         | 12, 20-gauge               | Італія                   | |
| Franchi SPAS 15                                                    | 12-gauge                   | Італія                   | |
| Гранатомети                                                        |                            |                          | |
| Heckler & Koch HK79                                                | 40-мм гранатометна граната | Німеччина                | |
| M203                                                               | 40-мм гранатометна граната | США                      | |
| Heckler & Koch AG36                                                | 40-мм гранатометна граната | Німеччина                | |
| ARWEN 37                                                           | 37-мм граната              | Велика Британія          | |
| MGL-MK1                                                            | 40-мм гранатометна граната | ПАР                      | Версія Mk.1 |
| Міномети                                                           |                            |                          | |
| Tampella B                                                         | 120-мм                     | Фінляндія                | Позначення в армії Morteiro Tampella Tipo B m/74'                                                                                       |
| mGrW 82                                                            | 81-мм                      | Велика Британія / Канада | |
| Soltam 60-мм                                                       | 60-мм                      | Ізраїль                  | |
| Cardom 120-мм                                                      |                            | Ізраїль                  | |
| FBP m/68                                                           | 60-мм                      | Португалія               | ультра-легкий міномет |
| Протитанкові засоби                                                |                            |                          | |
| Carl Gustaf M2                                                     | 84-мм                      | Швеція                   | |
| M72 LAW                                                            | 66-мм                      | США                      | Назва m/78 |
| BGM-71 TOW                                                         | 152-мм                     | США                      | 45 ПУ з 216 ПТ ракетами |
| Spike                                                              |                            | Ізраїль                  | 20 ПУ ПТРК Spike LR & MR |
| MILAN                                                              | 115-мм                     | Франція                  | 755 ракет 55 Milan+ 700 Milan-2-T |

#### Бронетехніка
| Назва                                        | Країна-виробник      | Тип                                    | К-сть           | Фото            | Прим.                                                                                          |                 |
| Танки, БМП, БТР                              | Танки, БМП, БТР      | Танки, БМП, БТР                        | Танки, БМП, БТР | Танки, БМП, БТР | Танки, БМП, БТР                                                                                | Танки, БМП, БТР |
| -------------------------------------------- | -------------------- | -------------------------------------- | --------------- | --------------- | ---------------------------------------------------------------------------------------------- | --------------- |
| Leopard 2A6                                  | Німеччина            | Основний бойовий танк                  | 37              |                 | 28 в 2 танкових батальйонах, 3 в батальйоні управління та забезпечення                         |                 |
| M60 A3 TTS                                   | США                  | Основний бойовий танк                  | 96              |                 | Позначення армії: Carro de combate 51 ton 105 mm m/92. 14 і одному батальйоні, решта в резерві |                 |
| M901A1 ITV                                   | США                  | Самохідний ПТРК                        | 4               |                 |                                                                                                |                 |
| M113                                         | США                  | Бронетранспортер                       | 277             |                 | Позначення армії: Auto blindado lagartas TP 12 m/76-90. На озброєнні 251 M113A3 та 26 M557     |                 |
| Pandur II                                    | Австрія / Португалія | Бронетранспортер                       | 188             |                 | Декілька версій розроблені за ліцензією португальськими компаніями, та мають назву m/07.       |                 |
| Chaimite                                     | Португалія           | Бронетранспортер                       | 80              |                 | Позначення армії: Auto blindado TP 10 4x4 m/67-87; знятий з озброєння                          |                 |
| Commando V150                                | США                  | Бронеавтомобіль                        | 15              |                 | Назва m/89.                                                                                    |                 |
| Panhard M11                                  | Франція              | Бронеавтомобіль                        | 38              |                 | Позначення армії: Auto blindado ligeiro de combate 4x4 m/89-91.                                |                 |
| HMMWV M1151A1/1152A1                         | США                  | Бронеавтомобіль                        | 37              |                 | Позначення армії: Auto TG 1,25 ton 3 4x4 mF/00.                                                |                 |
| Інженерна та ремонтно-відновлювальна техніка |                      |                                        |                 |                 |                                                                                                |                 |
| M88                                          | США                  | Броньована ремонтно-евакуаційна машина | 6               |                 |                                                                                                |                 |
| M48 AVLB                                     | США                  | Танковий мостоукладальник              |                 |                 |                                                                                                |                 |
| M728 CEV                                     | США                  | Броньована інженерна машина            | 3               |                 | Позначення армії: Carro de combate de engenharia lagarta m/99                                  |                 |

#### Спеціалізовані автомобілі
| Назва                      | Країна-виробник           | Тип                               | К-сть                     | Фото                      | Прим.                                           |                           |
| Легкі тактичні автомобілі  | Легкі тактичні автомобілі | Легкі тактичні автомобілі         | Легкі тактичні автомобілі | Легкі тактичні автомобілі | Легкі тактичні автомобілі                       | Легкі тактичні автомобілі |
| -------------------------- | ------------------------- | --------------------------------- | ------------------------- | ------------------------- | ----------------------------------------------- | ------------------------- |
| Toyota Land Cruiser HZJ73  | Японія                    | 4x4                               |                           |                           | Позначка армії: Auto TG 1/4 ton 5 4x4 mA/98     |                           |
| Land Rover Defender 90 TDI | Велика Британія           | 4x4                               |                           |                           |                                                 |                           |
| Mitsubishi L200            | Японія                    | 4x4                               |                           |                           |                                                 |                           |
| UMM Alter II               | Португалія                | 4x4                               |                           |                           | Позначка армії: Auto TG 0,25 ton 7 4x4 mA/89    |                           |
| DAF YA 4440 D              | Нідерланди                | 4x4 5-тонний вантажний автомобіль |                           |                           | Позначка армії: Auto TG 5 ton 19 4x4 mA/84      |                           |
| Iveco 40.10 WM             | Італія                    | 4x4 1,5-тонний автомобіль         |                           |                           | Позначка армії: Auto TG 1,5 ton 11 4x4 mA/89-90 |                           |
| Iveco 90.17 WM             | Італія                    | 4x4 4-тонний вантажний автомобіль |                           |                           | Позначка армії: Auto TG 4 ton 19 4x4 mA/91      |                           |
| Unimog 1300L               | Німеччина                 | 4x4 2-тонний вантажний автомобіль |                           |                           | Позначка армії: Auto TG 2 ton 9 4x4 mF/79-84    |                           |
| Mercedes-Benz 1217 A       | Німеччина                 | 4x4 5-тонний вантажний автомобіль |                           |                           | Позначка армії: Auto TG 5 ton 23 4x4 mF/89      |                           |
| Спеціальна автомобілі      |                           |                                   |                           |                           |                                                 |                           |
| Volvo FH12-36              | Швеція                    | 70-тонний 6x4 трактор             |                           |                           | Позначка армії: Camião tractor 70 ton 6x4 mF/99 |                           |
| DAF FTT                    | Нідерланди                | 38-тонний 6x4 трак                |                           |                           |                                                 |                           |
| M578                       | США                       | БРЕМ                              | 29                        |                           |                                                 |                           |
| BMW R80RT                  | Німеччина                 | мотоцикл                          |                           |                           | Позначка армії: Moto simples 800 cc m/94        |                           |

#### Артилерія
| Назва                    | Калібр | Країна-виробник | Прим. |
| ------------------------ | ------ | --------------- | --- |
| Польова артилерія        |        |                 | |
| L118                     | 105-мм | Велика Британія | гаубиця. 21 — на озброєнні                                                                                              |
| OTO Melara Mod 56        | 105-мм | Італія          | гаубиця, виводиться з озброєння та замінюється на L118                                                                  |
| M101                     | 105-мм | США             | Гаубиця, що буксується, замінюється на M109A5. Старі зразки плануються на використання з навчально-тренувальними цілями |
| M109A5                   | 155-мм | США             | Самохідна артилерійська установка. 18 M109A5 та декілька M109A4 перебуває на службі                                     |
| M114                     | 155-мм | США             | Гаубиця, що буксується                                                                                                  |
| Засоби ППО               |        |                 | |
| FIM-92 Stinger           | н/д    | США             | ЗРК |
| M48A2E1 Chaparral        | н/д    | США             | Самохідний зенітно-ракетний комплекс. 30 одиниць перебуває на службі версії A2 та 4 версії A3.                          |
| Rheinmetall Mk 20 Rh-202 | 20-мм  | Німеччина       | Подвійна зенітна гармата                                                                                                |
| Bofors L60               | 40-мм  | Швеція          | зенітна гармата |
| M163 Vulcan              |        | США             | Зенітна самохідна установка                                                                                             |

## Військові звання
|  |  |  |  |  |

|  |  |  |

|  |  |  |  |

|  |  |  |  |  |  |  |

|  |  |  | немає знака розрізнення |

## Освіта
- Військова академія (Португалія) — вища освіта.
- Військовий колегіум — середня освіта.